# 1-正丁基-3-甲基咪唑鎓六氟磷酸鹽

1-正丁基-3-甲基咪唑鎓六氟磷酸鹽，別名BMIM-PF6，是一种粘稠、無色、疏水且不溶于水的离子液体，其熔点为-8 ℃。此化合物与又名為BMIM-BF4 的1-正丁基-3-甲基咪唑鎓四氟硼酸鹽皆是最被廣泛研究的离子液体之二。已知此化合物在水存在下會非常缓慢地分解。 

## 製備
BMIM-PF6是可商购的。但它可以通过两个步骤获得：BMIM-Cl 是通过用1-氯丁烷對 1-甲基咪唑进行烷基化来合成的，其六氟磷酸钾的复分解反应可得到所需化合物；相應的，BMIM-BF4可以类似地使用四氟硼酸钾和BMIM-Cl行反應製備。